# 青蒿琥酯
青蒿琥酯 （英語：artesunate，簡稱AS）是一種用於治療瘧疾的藥物。治療重症瘧疾的首選藥物為經靜脈注射給藥的青蒿琥酯，而非奎寧。但通常此藥物被用作聯合治療藥物中的一種，例如青蒿琥酯加上美爾奎寧。此藥物不作預防瘧疾的用途，給藥方式有靜脈注射、肌肉注射、口服和直腸給藥。
使用後最常見的副作用有腎衰竭（須進行透析）、血紅素尿症和黃疸。
通常人體對青蒿琥酯具有良好的耐受性。副作用有心跳過緩、過敏反應、頭暈和白血球減少。個體在懷孕期間使用，似乎對於胎兒安全，但在動物研究中發現對於胎兒有害。在母乳哺育期間使用對於嬰兒可能沒問題。此藥物屬於青蒿素類藥物。
青蒿琥酯是青蒿素的衍生物。黃花蒿為菊科蒿屬植物，其地上部分乾燥後成為為中藥"青蒿"，於1972年由中國藥學研究人員確定其中的青蒿素是有效抗瘧藥，參與此項研究工作的屠呦呦因此於2015年10月5日與威廉·C·坎貝爾、大村智共同被頒授該年度諾貝爾生理學或醫學獎，以表彰"三人發展出針對一些最具毀滅性的寄生蟲疾病具有革命性作用的療法"。中國藥物化學家劉旭於1977年成功開發大量生產青蒿琥酯的方法。它已納入世界衛生組織基本藥物標準清單之中。此藥物於2020年5月在美國獲准用作醫療用途。。

## 醫療用途
青蒿琥酯是用於治療罹患嚴重瘧疾兒童或成人的一線藥物，通常會與另一種抗瘧藥聯合使用。有中等品質的證據顯示青蒿琥酯加美爾奎寧的療效優於青蒿琥酯加阿莫待奎或青蒿琥酯加磺胺多辛-乙胺嘧啶的。即使患者可耐受口服製劑，仍應維持靜脈注射至少24小時，以降低復發風險。
對於嚴重瘧疾的治療，靜脈注射青蒿琥酯的療效優於奎寧的。來自非洲和亞洲的兩項大型多中心隨機對照試驗顯示，青蒿琥酯較奎寧可預防更多的嚴重瘧疾死亡。隨後對七項隨機對照試驗進行的系統性回顧確認所有試驗的存活率改善結果均為一致。
青蒿琥酯在治療成人因惡性瘧原蟲引起的嚴重瘧疾方面的功效與蒿甲醚（另一種青蒿素衍生物）相當，而使用青蒿琥酯，最初可清除患者體內更多的瘧疾原蟲。含有青蒿琥酯成分的複方藥在攝取和給藥途徑方面比蒿甲醚類藥物具有許多優勢，能更有效治療兒童重症和複雜性瘧疾。
口服形式的青蒿琥酯也可用於治療較不嚴重的瘧疾。它對卵形瘧原蟲、三日瘧原蟲和嚴重諾氏瘧原蟲具有活性。
雖然青蒿琥酯主要用於治療瘧疾，但有一些證據顯示它也可能對埃及血吸蟲感染具有一些療效，但尚未經過大型隨機試驗進行評估。
世界衛生組織 (WHO) 將青蒿琥酯，而非奎寧，用作治療嚴重瘧疾的首選藥物。

### 懷孕
在個體懷孕中期或晚期使用青蒿琥酯，尚未有與其相關的不良結果報告。雖然世界衛生組織建議孕婦於懷孕初期可選擇使用奎寧或是青蒿琥酯，但有研究報告更傾向建議在整個孕期都使用青蒿琥酯。

### 兒童
青蒿琥酯可安全用於兒童。由於磺胺多辛/乙胺嘧啶會對膽紅素產生影響，新生兒應避免使用青蒿琥酯+磺胺多辛/乙胺嘧啶。治療體重在20公斤以下罹患重症瘧疾的兒童，注射形式青蒿琥酯的劑量應高於成人的，以增加暴露量。當個體虛弱而無法法口服或是無適當醫護人員進行注射藥物時，可在患者轉移到更先進的醫療設施之前先行施用直腸給藥以作控制。

## 不良影響
青蒿琥酯可能會引起嚴重的副作用，包括溶血性貧血及和嚴重的過敏反應。
通常青蒿琥酯對人體屬於安全且耐受性良好。使用青蒿琥酯的治療方案較使用奎寧加抗瘧疾抗生素而引起嘔吐和耳鳴的情況較少。最明顯可辨識的副作用是它們會降低使用者的網狀紅血球計數。
研究顯示於靜脈注射青蒿治療嚴重瘧疾的患者中，有一部分會出現延遲溶血的副作用（簡稱PADH），通常在治療結束約兩週後發生。

## 禁忌症
青蒿琥酯通常是種人體耐受性良好的藥物。但先前對青蒿琥酯有嚴重過敏反應的個體禁用此藥物。
於青蒿琥酯給藥時應避免同時使用會抑制細胞色素CYP2A6的藥物（此種酶負責代謝多種藥物，包括青蒿琥酯。如果服用這類有抑制作用的藥物，可能會影響青蒿琥酯在人體的代謝，導致其濃度過高，增加副作用的風險）。前述抑制藥物包括胺碘酮、地昔帕明、異煙肼、酮康唑、來曲唑、甲氧沙林 和反苯環丙胺。

## 作用機轉
青蒿琥酯的作用機轉仍未被完全了解，且有爭議。它是一種前體藥物，可迅速轉化為具活性形式的雙氫青蒿素 (DHA)。過程涉及透過血漿酯酶水解4-碳酯基。推測DHA藥效團中內過氧化物橋的裂解會產生活性氧 (ROS)，而增加氧化壓力並透過烷基化引起瘧原蟲蛋白損傷。此外，青蒿琥酯還可有效抑制重要的惡性瘧原蟲外運蛋白1 (EXP1) - 一種膜谷胱甘肽S-轉移酶（MAPEG家族）。
青蒿素於2016年已被證明可與大量標靶結合，顯示它有混雜的作用方式。有證據顯示DHA抑制內質膜上的鈣依賴性ATP酶，而破壞寄生蟲的蛋白質摺疊。

## 藥物動力學
青蒿琥酯在受瘧疾感染的個體體內的生物半衰期約為0.22小時。其活性代謝物DHA的半衰期稍長，為0.34小時。整體上的平均半衰期為0.5至1.5小時。由於這種甚短的生物半衰期，其在瘧疾預防的作用受到限制。
DHA經由肝臟酶CYP2B6、CYP2C19和CYP3A4代謝為無活性的代謝物。

## 化學合成
青蒿琥酯由雙氫青蒿素 (DHA) 與丁二酸酐在鹼性介質中反應製成。它是少數水溶性青蒿素半合成衍生物之一。

## 研究
2021年有研究文章刊載關於使用青蒿琥酯於治療COVID-19方面的研究。

## 歷史
青蒿琥酯於2020年5月在美國獲得美國食品藥物管理局（FDA）核准作醫療用途。在此之前，靜脈注射(IV)青蒿琥酯只能透過FDA的擴大准入計劃 - 此計劃允許美國疾病控制與預防中心（CDC)）為患有嚴重瘧疾的美國人以及無法口服藥物的非複雜性瘧疾患者，基於研究性新藥 (IND) 協議（屬於臨床試驗的範疇）提供此種藥物。美國自奎尼丁製造商於2019年3月停止銷售以來尚無FDA核准用於治療嚴重瘧疾的藥物。
靜脈注射青蒿琥酯以治療嚴重瘧疾的安全性和有效性主要在亞洲的一項隨機對照試驗（試驗1）和非洲的一項支持性隨機對照試驗（試驗2）中進行評估。試驗1在緬甸、孟加拉國、印度和印尼的10個地點進行。
於試驗1中，招募有1,461名接受靜脈注射青蒿琥酯或對照藥物（奎寧）的參與者，其中有202名15歲以下的兒童。試驗2納入5,425名15歲以下隨機抽取患有嚴重瘧疾的兒童，他們接受青蒿琥酯或是奎寧治療。在此兩項試驗中，接受青蒿琥酯治療的參與者在醫院死亡的人數顯著低於接受奎寧治療對照組的。試驗2於2005年至2010年期間在九個非洲國家進行。第三次試驗（即試驗3）於2007年至2008年期間在加彭和馬拉威進行。
在試驗1中，接受靜脈注射青蒿琥酯治療的參與者最常見的不良反應是需要透析的急性腎衰竭、血紅素尿症和黃疸。試驗2的安全性大致上與試驗1相似。
一項試驗用於評估青蒿琥酯的安全性和益處。此次試驗招募患有嚴重瘧疾而需住院的參與者。參與者隨機接受青蒿琥酯或是奎寧給藥。參與者和醫療衛生提供者知道所使用藥物的種類。
透過比較在醫院期間死亡的參與者人數（院內死亡率）來評估青蒿琥酯與奎寧之間的功效。
試驗2取得的數據支持青蒿琥酯的效力優於奎寧。FDA為此發佈的新聞稿中敘明，重症瘧疾的完整療程為先以靜脈注射方式進行治療，再轉為口服抗瘧藥以鞏固治療效果。 